# Alta (casa automobilistica)
Alta (in greco ΆΛΤΑ) è stata una casa automobilistica greca, che ha prodotto inizialmente ad Atene, successivamente ad Eleusi.

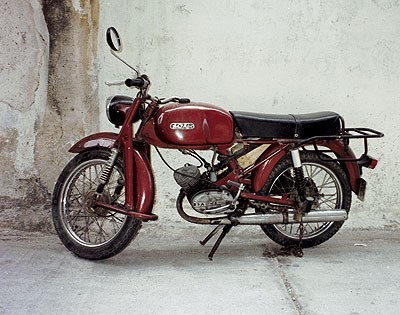
La 50s

## Storia
È nata nel 1958 come produttore di veicoli a tre ruote da trasporto a marchio "Colibri" e ha cambiato nome in "Alta" (dal nome della moglie del fondatore, Alexandra Tangalis) nel 1962. La sua prima produzione è stata la 50S, una motocicletta equipaggiata da un motore di fabbricazione tedesca (precisamente della Sachs Bikes).
Nel 1967, ha prodotto un camioncino a tre ruote, l'A700, equipaggiato da un motore BMW a 2 cilindri e 35 CV.

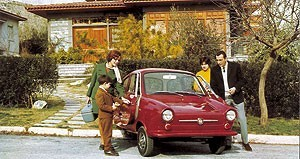
Alta A200

Nel 1968 ha prodotto l'A200, un'automobile a tre ruote, entrando sul mercato interno dei veicoli a minor tassazione e andando a concorrere con un modello simile prodotto dalla Attica. Il motore era un Heinkel da 200cc. Si trattava, essenzialmente, di un rifacimento greco della Fuldamobil. Nonostante l'ambizione di farne l'auto dei greci, il mercato interno reagì tiepidamente: già nel 1974, a quattro anni dalla chiusura definitiva, l'Alta dovette interromperne la produzione.